# 云贵新月蕨
云贵新月蕨（学名：Pronephrium yunguiensis），为金星蕨科新月蕨属下的一个种。